# Fontenay-Trésigny
Fontenay-Trésigny is een gemeente in het Franse departement Seine-et-Marne (regio Île-de-France) en telt 5.267 inwoners (2012). De plaats maakt deel uit van het arrondissement Provins.

## Geografie
De oppervlakte van Fontenay-Trésigny bedraagt 22,1 km², de bevolkingsdichtheid is 238 inwoners per km².
De onderstaande kaart toont de ligging van Fontenay-Trésigny met de belangrijkste infrastructuur en aangrenzende gemeenten.

## Demografie
Onderstaande figuur toont het verloop van het inwonertal (bron: INSEE-tellingen).